# Helmut Dähne

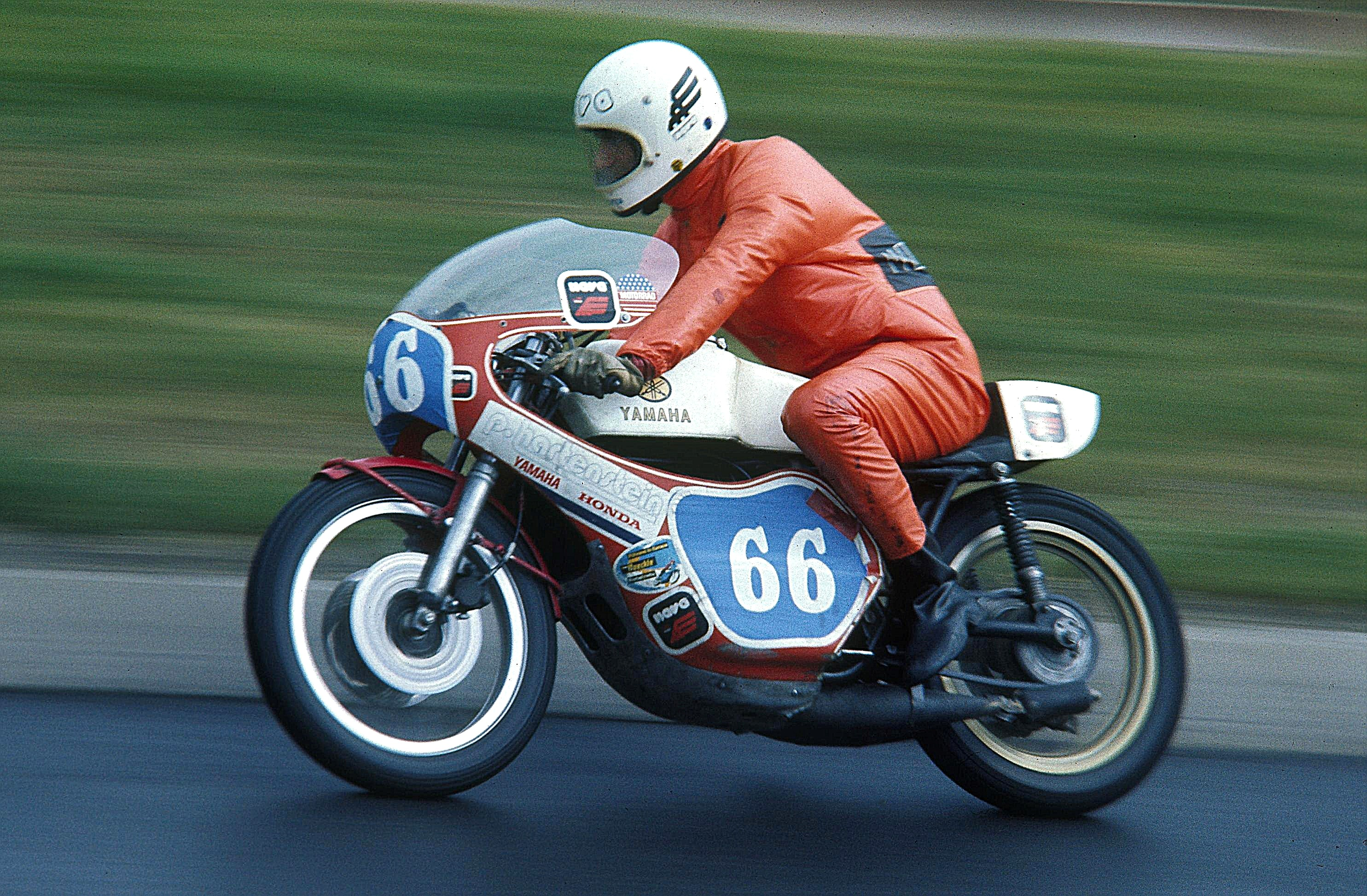
Helmut Dähne 1976 auf dem Nürburgring. Der Regenüberzug verbirgt die charakteristischen weißen Streifen an seiner Lederkombi

Helmut Dähne (* 29. November 1944 in Altenmarkt an der Alz (Chiemgau)) ist ein deutscher Motorradrennfahrer und gelernter Kfz-Mechaniker. Lange Jahre entwickelte er für Metzeler Motorradreifen. Heute betätigt er sich als PR-Manager und lebt in München.
Dähne hat 26 Mal an der Tourist Trophy auf der Isle of Man teilgenommen und war dort 1976 auf BMW R 90 S zusammen mit Hans-Otto Butenuth Sieger in der Production Class. Er hält zudem den sogenannten ewigen Rundenrekord für Motorräder auf der seit 1983 existierenden Version der Nürburgring Nordschleife, da nach 1994 dort keine offiziellen Wettbewerbe mehr ausgetragen wurden.

## Karriere
Von 1965 bis 1971 unternahm Dähne erste Geländefahrten und beteiligte sich an Motocross-Wettbewerben. Sein erstes Straßenrennen war 1968 das Sudelfeld-Bergrennen (auf einem Teilstück der Deutschen Alpenstraße), das er auch gewann. 1970 wurde er Sieger des OMK-Pokals und von 1972 bis 1986 unternahm er 23 Starts bei der Isle of Man TT. 1973 gewann er den ersten Serien-DM-Titel, 1976 den ersten Platz auf der Isle of Man und den zweiten Serien-DM-Titel, 1977 den dritten und von 1980 bis 1992 auch die folgenden bis zum 15. Serien-DM-Titel. Weitere Siege auf der TT verpasste er in den 1980er-Jahren zweimal nur knapp.
1988 erzielte er bei sogenannten Zuverlässigkeitsfahrten (heute: Seriensport) erstmals einen Rundenrekord auf der Nürburgring-Nordschleife, 7:55,7 Minuten mit einer Suzuki GSX-R. 1000 Dabei wurde nicht die ganze 20,832-km-Runde absolviert, sondern einzeln und stehend (wie bei Rallyes) an der damaligen Ein-/Ausfahrt bei T13 gestartet und schon nach der letzten Rechtskurve die Zeit gestoppt, um das Fahrzeug noch vor der Ein-/Ausfahrt abbremsen zu können. Diese Runde ist ca. 20,7 km lang, das Reglement verlangt straßenzugelassene Fahrzeuge und Reifen. Dähne gelang es, diesen Rekord mit einer Honda RC30 1990 mit 7:53,08 Minuten zu unterbieten, im Juni 1992 auf 7:50,71 und im Mai 1993 auf den „ewigen“ Rekord von 7:49,71 Minuten zu verbessern. Die Runde wurde in einem Video nachgestellt. Diese Zuverlässigkeitsfahrten wurden auf der Nordschleife letztmals am 2. Juli 1994 durchgeführt, in Abwesenheit von Dähne gewann Herbert Mandelartz mit 7:55,78 Minuten.
1994 fuhr Helmut Dähne seine 24. bis 26. TT-Rennen, wobei er stürzte und wegen seiner Verletzungen ein Jahr aussetzte. 1996 stürzte er bei Testfahrten, zog sich aber keine ernsten Verletzungen zu. 2001 gewann er nach 26 Teilnahmen zum 18. Mal den ersten Platz bei 1000 km Hockenheim. An DM-Läufen nahm er dann nur noch sporadisch teil. 2002 reichte es dadurch bei der Serien-DM nur noch für den elften Platz. Nach einem erneuten Unfall im Jahr 2004 (bei den er von einem gestürzten Motorrad getroffen wurde) und mehreren Krankenhausaufenthalten startete er 2006 nur noch bei den 1000 km Hockenheim und wurde mit Jürgen Müller dritter, Im Jahr 2007 beendete Dähne seine Karriere mit seiner 30. Teilnahme bei den 1000 km Hockenheim. Er verschlief dabei buchstäblich den Fahrerwechsel. Partner Jürgen Müller übergab beim verzögerten Fahrerwechsel, am 1. Platz liegend, an Helmut Dähne. So reichte es nur noch zum 5. Platz für beide.